# Secochela
Secochela is een geslacht van haften (Ephemeroptera) uit de familie Leptophlebiidae.

## Soorten
Het geslacht Secochela omvat de volgende soorten:
- Secochela illiesi